# Donald E. Knuth

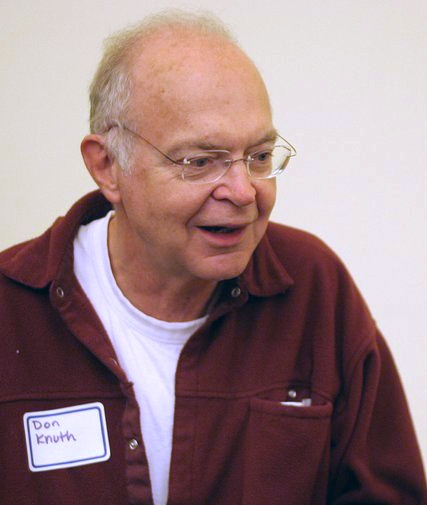
Donald Knuth (2005)

Donald Ervin „Don“ Knuth [kəˈnuːθ] (* 10. Januar 1938 in Milwaukee, Wisconsin) ist ein US-amerikanischer Informatiker. Er ist emeritierter Professor an der Stanford University, Autor des Standardwerks The Art of Computer Programming und Urheber des Textsatzsystems TeX. Er erhielt 1974 den Turing Award.

## Leben
Knuth ist der Sohn eines Lehrers für Buchhaltung, der daneben noch eine kleine Druckerei unterhielt. Er besuchte die Milwaukee Lutheran High School und begann ein Physikstudium am Case Institute of Technology (heute bekannt als Case Western Reserve University) im September 1956. Aus zweierlei Gründen schlug er ab seinem zweiten Studienjahr jedoch den Weg zur Mathematik ein: Zum einen löste er ein Problem eines seiner Mathematikprofessoren, was ihm eine 1,0 als Note einbrachte, zum anderen fand er wenig Gefallen an den physikalischen Praktika.
Er ist seit 1961 mit Nancy Jill Carter verheiratet und hat einen Sohn und eine Tochter.
1960 bis 1968 war er Berater der Burroughs Corporation, wo er unter anderem frühe Compiler schrieb. 1968/69 war er Staff Mathematician in der Communication Research Division des Institute for Defense Analyses.
Er erhielt einen Bachelor- und gleichzeitig einen Master-Abschluss 1960 an der Case Western Reserve University. 1963 erhielt er seinen Ph.D. vom California Institute of Technology bei Marshall Hall, wo er dann auch nach der Promotion Assistant Professor und 1966 Associate Professor und schließlich Professor wurde. 1968 wurde er Professor für Informatik an der Stanford University. Ab 1977 war er dort Fletcher Jones Professor of Computer Science und ab 1990 Professor of the Art of Computer Programming. Seit 1993 ist er Professor Emeritus.
2006 erfuhr Knuth, dass er an Prostatakrebs im Frühstadium erkrankt war. Er unterzog sich im Dezember des Jahres einer Operation, gefolgt von einer leichten Strahlentherapie als Vorsorgemaßnahme. In seiner Video-Autobiographie nannte er die Prognose „ziemlich gut“.
Zu seinen Doktoranden gehören Robert Sedgewick, Michael Fredman, Leonidas Guibas und Vaughan Pratt.

## Werk
Bereits 1964 erlangte er durch seinen Designvorschlag eines Input/Output-Systems für die Programmiersprache Algol 60 internationale Bekanntheit. Dieses System wurde in den meisten Algol-60-Systemen als Komponente implementiert.
Eigens für sein mehrbändiges Werk The Art of Computer Programming, an dem er weiterhin arbeitet, schuf er mit TeX und METAFONT Computerprogramme, die druckreifen Textsatz ermöglichen und die besonders im mathematisch-akademischen Bereich eingesetzt werden.
Er prägte den Begriff literate programming – die Auffassung, Computerprogramme mit derselben Sorgfalt wie einen literarischen Text zu verfassen und Quelltext und Softwaredokumentation zu vereinen.
In diesem Sinne veröffentlichte er Bücher, in denen der vollständige Quelltext von TeX und METAFONT in Abschnitten zusammen mit Erläuterungen zum Design und zur Wirkungsweise der Algorithmen abgedruckt ist (unter Verwendung dieser Programme). Die außerdem erschienenen Benutzerhandbücher enthalten nicht nur Bedienungshinweise für die Anwender dieser Programme („wie weise ich TeX auf mögliche Worttrennungen hin?“), sondern auch – in technischerer Sprache und kleinerer Schrift – detaillierte Angaben zur Funktionsweise („wie funktioniert der Worttrennalgorithmus?“). Sie umfassen damit zugleich auch die Spezifikation dieser Programme.
Neben Knuths Bemühen um ein ansprechendes ästhetisches Erscheinungsbild beim Textsatz ist ihm Korrektheit ein erstrangiges Anliegen. Deshalb vergibt er für jeden neu gefundenen Fehler in seinen Büchern eine Belohnung von einem „hexadezimalen Dollar“ im Wert von $2,56 (100 hexadezimal entspricht 256 dezimal). Gefundene Fehler in seinen Programmen belohnt er sogar mit 80 hexadezimalen Dollar (0x$80,00) was dezimal $327,68 entspricht. Sehr wenige dieser Schecks sind bisher eingelöst worden. Da Knuth Schecks nicht mehr für sicher hält, werden die begehrten Anerkennungsschecks seit 2008 als persönliche Einlagen bei der fiktiven Bank von San Serriffe ausgestellt.
1974 beschrieb und popularisierte er in seinem Buch Surreal Numbers: How Two Ex-Students Turned on to Pure Mathematics and Found Total Happiness die von John Horton Conway vorgestellten surrealen Zahlen.
Seine Vorliebe für schön gedruckte Texte verband er mit seinem theologischen Interesse (er ist evangelisch-lutherisch) im 3:16-Projekt, als er 1985, aufbauend auf einer Schlüsselstelle der Bibel (Johannes 3,16), aus jedem Buch der Bibel Kapitel 3, Vers 16 studierte und eine eigene englische Übersetzung davon von jeweils unterschiedlichen Künstlern schreiben ließ und diese Kalligrafien mit seinen Überlegungen zu den Versen veröffentlichte.
Am 1. Januar 1990 teilte Knuth mit, ab jetzt keine E-Mail-Adresse mehr zu verwenden, um sich auf seine Arbeit zu konzentrieren.
Seit 1993 befindet sich Knuth im Ruhestand, um sich ausschließlich der Fertigstellung von The Art of Computer Programming zu widmen. Seit Februar 2011 liegt Band 4A vor, Band 4B seit Oktober 2022. Beide beschäftigen sich mit Kombinatorik, Band 4C soll folgen. Band 5 (von sieben geplanten) hofft er, bis 2030 fertigzustellen.
Im Herbst 1999 hielt er am MIT im Rahmen einer mehrjährigen Vortragsreihe prominenter Wissenschaftler zum Thema „Gott und Computer“ sechs Vorlesungen über Querverbindungen zwischen Informatik und Religion aus seiner persönlichen Sicht und nahm an einer abschließenden Podiumsdiskussion teil. Deren Mitschriften wurden in seinem Buch Things a computer scientist rarely talks about veröffentlicht.
Mehrfach kritisierte er öffentlich die Vergabe von Softwarepatenten in den USA und engagierte sich in der Diskussion über freieren Zugang zu Veröffentlichungen in wissenschaftlichen Zeitschriften.
Knuth hat im Zuge seiner weiteren Forschungen für The Art of Computer Programming eine neue Prozessorarchitektur mit zugehörigem Assembler entwickelt und wird diese in einer zukünftigen Ausgabe des ersten Bandes veröffentlichen (die entsprechende Beschreibung liegt bereits als Vorabversion vor). Diese 64-Bit-Architektur (MMIX) unterstützt ein Unix-ähnliches Betriebssystem (genannt NNIX), auf dem dann wiederum der TeX-Interpreter ausführbar wäre. Somit wären The Art of Computer Programming und Computers and Typesetting in Kombination mit freier Software ein vollständig selbstdokumentierendes System, bestehend aus Hard- und Software.
The Art of Computer Programming enthält auch zahlreiche detaillierte mathematikhistorische Anmerkungen; daneben verfasste er auch einige Aufsätze zur Mathematikgeschichte.
Zudem ist Knuth auch bekannt für seine wissenschaftlichen Witze, so schrieb er einen Artikel The Complexity of Songs (‚Über die Komplexität von Liedern‘) und entwarf das Potrzebie-Einheitensystem, in dem die Dicke des 26. MAD-Magazines als elementare Längeneinheit dient. Das war auch seine erste Veröffentlichung im MAD-Magazin (Heft 33) von 1957.

## Auszeichnungen
- 1970: Invited Speaker auf dem Internationalen Mathematikerkongress in Nizza (The Analysis of algorithms)
- 1971: Grace Murray Hopper Award
- 1972–1973: Guggenheim Fellow
- 1974: Turing Award
- 1979: National Medal of Science der USA
- 1980: IEEE W. Wallace McDowell Award
- 1981: J. B. Priestley Award
- 1982: IEEE Computer Pioneer Award
- 1986: Leroy P. Steele Prize der American Mathematical Society
- 1986: Software Systems Award
- 1987: New York Academy of Sciences Award
- 1988: Benjamin Franklin Medal des Franklin Institute
- 1989: J. D. Warnier Prize
- 1993: Lester Randolph Ford Award für seinen Beitrag Two notes on notation im American Mathematical Monthly
- 1994: Adelsköld-Medaille der Königlich Schwedischen Akademie der Wissenschaften
- 1995: Harvey-Preis
- 1995: John-von-Neumann-Medaille
- 1996: Kyoto-Preis
- 2010: BBVA Foundation Frontiers of Knowledge Award[13]
- 2011: Faraday-Medaille (IEE)
- 2013: Peter Karow Award for Font Technology & Digital Typography[14]
- 2016: John von Neumann Lecture der SIAM

Er ist vielfacher Ehrendoktor; von 1980 bis 2021 wurden ihm 35 Ehrendoktortitel verliehen, unter anderem von der ETH Zürich (2005) und der Eberhard Karls Universität Tübingen (2001).
Zudem ist Knuth der Namenspate für den seit 1997 jährlich vergebenen Knuth-Preis. Der Asteroid (21656) Knuth ist nach ihm benannt.
1992 wurde er auswärtiges Mitglied der Académie des sciences und 2008 der Russischen Akademie der Wissenschaften, 1973 der American Academy of Arts and Sciences, 1975 der National Academy of Sciences, 2003 auswärtiges Mitglied der Royal Society, 1982 Ehrenmitglied der IEEE, Fellow der Association for Computing Machinery (ACM) und 1981 der National Academy of Engineering. Er ist assoziiertes Mitglied der Norwegischen Akademie der Wissenschaften, seit 1998 korrespondierendes Mitglied der Bayerischen Akademie der Wissenschaften und seit 2012 Mitglied der American Philosophical Society. Er ist Fellow der American Mathematical Society und seit 2015 Ehrenmitglied der London Mathematical Society.

## Werke
- Donald E. Knuth: Insel der Zahlen. Eine zahlentheoretische Genesis im Dialog. Vieweg und Teubner, Braunschweig 1979, ISBN 3-528-08403-0 (englisch: Surreal Numbers. How two ex-students turned on to pure mathematics and found total happiness. A mathematical novelette.).
- TEX and METAFONT. New directions in typesetting. Addison-Wesley, Reading (MA) 1979, ISBN 0-932376-02-9.
- 3:16. Bible texts illuminated. A-R Editions, Madison (Wis.) 1991, ISBN 0-89579-252-4.
- Literate Programming. Center for the Study of Language and Information, Stanford (CA) 1992, ISBN 0-937073-80-6.
- mit R. L. Graham und O. Patashnik: Concrete Mathematics. 2. Auflage. Addison-Wesley, Reading (MA) 1994, ISBN 0-201-55802-5.
- The Art of Computer Programming. Vol. 1: Fundamental Algorithms. 3. Auflage. Addison-Wesley, Reading, MA 1997, ISBN 0-201-89683-4.
- The Art of Computer Programming. Vol. 1, Fascicle 1: MMIX – A RISC Computer for the New Millennium. 1. Auflage. Addison-Wesley, Upper Saddle River, NJ 2005, ISBN 0-201-85392-2.
- The Art of Computer Programming. Vol. 2: Seminumerical Algorithms. 3. Auflage. Addison-Wesley, Reading, MA 1997, ISBN 0-201-89684-2.
- The Art of Computer Programming. Vol. 3: Sorting and Searching. 2. Auflage. Addison-Wesley, Reading, MA 1998, ISBN 0-201-89685-0.
- The Art of Computer Programming. Vol. 4A: Combinatorial Algorithms, Part 1. 1. Auflage. Addison-Wesley, Upper Saddle River, NJ 2011, ISBN 978-0-201-03804-0.
- The Art of Computer Programming. Vol. 4B: Combinatorial Algorithms, Part 2. 1. Auflage. Addison-Wesley Professional, 2022, ISBN 978-0-201-03806-4.
- MMIXware. A RISC computer for the third millennium. Springer, Berlin/New York 1999, ISBN 3-540-66938-8.
- Arithmetik. Springer, Berlin, 2001, ISBN 3-540-66745-8.
- mit Daniel H. Greene Mathematics for the analysis of algorithms, Birkhäuser 2007 (zuerst 1981).
- The TeXbook. (Computers & Typesetting, Vol. A) Addison-Wesley 1984, ISBN 0-201-13447-0.
- TeX: The Program. (Computers & Typesetting, Vol. B) Addison-Wesley 1986, ISBN 0-201-13437-3.
- The METAFONTbook. (Computers & Typesetting, Vol. C) Addison-Wesley 1986, ISBN 0-201-13445-4.
- METAFONT: The Program. (Computers & Typesetting, Vol. D) Addison-Wesley 1986, ISBN 0-201-13438-1.
- Computer Modern Typefaces. (Computers & Typesetting, Vol. E) Addison-Wesley 1986, ISBN 0-201-13446-2.
- The Stanford GraphBase: a platform for combinatorial computing, ACM Press, Addison-Wesley 1993.
- Digital Typography, CLSI Publications 1999 (CLSI= Center for the Study of Language and Information),
- mit Silvio Levy The CWEB System of structured documentation: version 3.0, Addison-Wesley 1994.
- Axioms and Hulls, Springer Verlag 1992.
- Selected Papers on Computer Science, Cambridge University Press 1996.
- Selected Papers on Computer Languages, Stanford CLSI 2003.
- Selected Papers on design of algorithms, Stanford, CLSI 2010.
- Selected papers on analysis of algorithms, Stanford, CLSI 2000.
- Selected Papers on fun and games, Stanford, CLSI 2010.
- Selected Papers on discrete mathematics, Stanford, CLSI 2003.
- Things a computer scientist rarely talks about, Stanford, CLSI 2001.